# John P. Hammond
John P. Hammond, född 13 november 1942 i New York, USA, är en amerikansk bluesgitarrist och sångare. Han kallas även John Hammond och John Hammond Jr. Han är son till den legendariske musikproducenten John H. Hammond.
Till sin musik har Hammond hämtat influenser från Chuck Berry, Bo Diddley, John Lee Hooker, Son House, Robert Johnson, Jimmy Reed och Muddy Waters.

## Utmärkelser
- Grammy (1985)

## Diskografi
- Timeless (2014)
- Rough & Tough (2009)
- Push Comes to Shove (2007)
- Live in Greece (2006)
- In Your Arms Again (2005)
- At the Crossroads: The Blues of Robert Johnson (2003)
- Ready for Love (2003)
- Country Blues (Bonus Tracks) (2002)
- Big City Blues (Bonus Tracks) (2002)
- Wicked Grin (2001)
- Long as I Have You (1998)
- Found True Love (1996)
- Trouble No More (1994)
- You Can't Judge a Book by the Cover (1993)
- Got Love If You Want It (1992)
- Live (1992)
- Nobody But You (1988)
- Spoonful (1984)
- Hits for the Highway (1983)
- Frogs for Snakes (1982)
- Mileage (1980)
- Hot Tracks(1979)
- Can't Beat The Kid (1975)
- Little Big Man (Original Soundtrack) (1971)
- When I Need (1971)
- Source Point (1970)
- Southern Fried (1969)
- Sooner or Later (1968)
- I Can Tell (1967)
- So Many Roads (1965)
- Country Blues (1964)
- Big City Blues (1964)
- John Hammond (1962)